# André Greipel
André Greipel (Rostock, Mecklemburgo-Pomerania Occidental, 16 de julio de 1982) es un ciclista alemán que fue profesional entre 2005 y 2021.

## Biografía
Nació en Rostock (República Democrática Alemana), la misma ciudad en la que había nacido nueve años antes Jan Ullrich. Sus inicios en el ciclismo se produjeron el equipo PSV Rostock, con Peter Saigner como entrenador (al igual que años atrás Ullrich).

### Debut
Debutó como profesional en el año 2005 en las filas del equipo Team Wiesenhof. En su primera temporada ganó una etapa de la Vuelta a Dinamarca.

### Ingreso en el ProTour y eclosión
En 2006 fichó por el potente equipo alemán T-Mobile Team, de categoría ProTour. Obtuvo dos victorias de etapa en la Vuelta a la Baja Sajonia.
En 2007 ganó dos etapas de la Sachsen Tour. A finales de la temporada Deutsche Telekom (casa matriz de T-Mobile, y que llevaba patrocinando al equipo con diferentes nombres desde 1991) anunció que renunciaba a seguir dando nombre al equipo (a pesar de abonar el dinero ya firmado del año restante de contrato) por los escándalos de dopaje. La estructura y la mayor parte de sus corredores (Greipel incluido) continuó en el pelotón (manteniendo su licencia ProTour pero con licencia estadounidense) como Team High Road, a la espera de que su patrón Bob Stapleton encontrara un nuevo patrocinador principal.
Su explosión como ciclista llegó en el Team HTC-Columbia, donde ganó numerosas victorias incluyendo algunas victorias de etapa en grandes vueltas (Giro y Vuelta a España), incluyendo la victoria en la clasificación de la regularidad en la Vuelta a España 2009 con 4 victorias de etapa. 
Para 2011 fichó por el Omega Pharma-Lotto y consiguió una etapa en el Tour de Francia, ingresando a la lista de corredores que han ganado etapas en las tres grandes vueltas. En el Campeonato Mundial de Ciclismo en Ruta obtuvo el bronce tras realizar una excelente remontada en el sprint final, solamente superado por Mark Cavendish y Matthew Harley Goss.
En julio de 2021, el día antes de acabar el Tour de Francia, anunció su retirada al finalizar la temporada habiendo conseguido 158 victorias durante su carrera.

## Palmarés
| 2005 - 1 etapa de la Vuelta a Dinamarca 2006 - 2 etapas de la Vuelta a la Baja Sajonia 2007 - 2 etapas del Sachsen-Tour 2008 - Tour Down Under, más 4 etapas - 1 etapa del Giro de Italia - 1 etapa de la Vuelta a Austria - 1 etapa del Sachsen-Tour - 1 etapa del Tour del Benelux - 1 etapa de la Vuelta a Alemania - Vuelta a Nuremberg - Campeonato de Flandes - Giro de Münsterland 2009 - 1 etapa del Tour Down Under - 1 etapa de los Cuatro Días de Dunkerque - 3 etapas de la Vuelta a Baviera - Neuseen Classics - 3 etapas de la Ster Elektrotoer - Philadelphia International - 3 etapas de la Vuelta a Austria - 1 etapa del Sachsen-Tour - 1 etapa del Tour de Polonia - 4 etapas de la Vuelta a España, y clasificación por puntos - París-Bourges 2010 - Tour Down Under, más 3 etapas - 1 trofeo de la Challenge Ciclista a Mallorca (Trofeo Magaluf–Palmanova) - 1 etapa de la Vuelta al Algarve - 5 etapas del Tour de Turquía - 1 etapa del Giro de Italia - 2 etapas de la Vuelta a Austria - 2 etapas del Tour de Polonia - 2 etapas del Eneco Tour - 3 etapas de la Vuelta a Gran Bretaña 2011 - 1 etapa de la Vuelta al Algarve - 1 etapa de los Tres Días de La Panne - 1 etapa del Tour de Turquía - 2 etapas de la Vuelta a Bélgica - 1 etapa del Tour de Francia - 2 etapas del Eneco Tour - 3.º en el Campeonato Mundial en Ruta 2012 - 3 etapas del Tour Down Under - 2 etapas del Tour de Omán - 1 etapa del Tour de Turquía - 3 etapas de la Vuelta a Bélgica - 2 etapas del Tour de Luxemburgo - Garmin ProRace - 1 etapa de la Ster ZLM Toer - 3 etapas del Tour de Francia - 2 etapas de la Vuelta a Dinamarca - Gran Premio Impanis-Van Petegem 2013 - 3 etapas del Tour Down Under - 1 etapa del Tour del Mediterráneo - 2 etapas del Tour de Turquía - 2 etapas de la Vuelta a Bélgica - Ronde van Zeeland Seaports - Campeonato de Alemania en Ruta - 1 etapa del Tour de Francia - 1 etapa del Eneco Tour - Brussels Cycling Classic | 2014 - 2 etapas del Tour Down Under - 1 etapa del Tour de Catar - 3 etapas del Tour de Omán - 1 etapa de la World Ports Classic - 1 etapa de la Vuelta a Bélgica - 2 etapas del Tour de Luxemburgo - 1 etapa del Ster ZLM Toer - Campeonato de Alemania en Ruta - 1 etapa del Tour de Francia - Brussels Cycling Classic - Gran Premio Jef Scherens - Giro de Münsterland 2015 - 1 etapa de la Vuelta al Algarve - 1 etapa de la París-Niza - 1 etapa del Tour de Turquía - 1 etapa del Giro de Italia - 2 etapas del Tour de Luxemburgo - Ster ZLM Toer, más 2 etapas - 4 etapas del Tour de Francia - 1 etapa del Eneco Tour - Vattenfall Cyclassics - 1 etapa de la Vuelta a Gran Bretaña 2016 - 2 trofeos de la Challenge Ciclista a Mallorca (Trofeo Felanich-Las Salinas-Campos-Porreras y Trofeo Playa de Palma) - 1 etapa del Tour de Turquía - 3 etapas del Giro de Italia - 1 etapa del Tour de Luxemburgo - Campeonato de Alemania en Ruta - 1 etapa del Tour de Francia - 1 etapa de la Vuelta a Gran Bretaña 2017 - Trofeo Porreras-Felanich-Las Salinas-Campos - 1 etapa de la Vuelta al Algarve - 1 etapa de la París-Niza - 1 etapa del Giro de Italia - Omloop Eurometropool 2018 - 2 etapas del Tour Down Under - 2 etapas de los Cuatro Días de Dunkerque - 2 etapas de la Vuelta a Bélgica - 2 etapas de la Vuelta a Gran Bretaña 2019 - 1 etapa de la Tropicale Amissa Bongo 2021 - Trofeo Alcudia-Puerto de Alcudia - 1 etapa de la Vuelta a Andalucía |

## Resultados en Grandes Vueltas y Campeonatos del Mundo
Durante su carrera deportiva consiguió los siguientes puestos en las Grandes Vueltas y en los Campeonatos del Mundo en carretera:
| Carrera         | Carrera         | 2005 | 2006 | 2007  | 2008  | 2009  | 2010 | 2011  | 2012  | 2013  | 2014  | 2015  | 2016  | 2017  | 2018 | 2019  | 2020 | 2021  |
| --------------- | --------------- | ---- | ---- | ----- | ----- | ----- | ---- | ----- | ----- | ----- | ----- | ----- | ----- | ----- | ---- | ----- | ---- | ----- |
|                 | Giro de Italia  | —    | —    | —     | 133.º | —     | Ab.  | —     | —     | —     | —     | Ab.   | Ab.   | Ab.   | —    | —     | —    | —     |
|                 | Tour de Francia | —    | —    | —     | —     | —     | —    | 156.º | 123.º | 129.º | 149.º | 134.º | 133.º | 149.º | Ab.  | 144.º | Ab.  | 125.º |
|                 | Vuelta a España | —    | Ab.  | 125.º | —     | 107.º | —    | —     | —     | —     | —     | —     | —     | —     | —    | —     | —    | —     |
| Mundial en Ruta | Mundial en Ruta | —    | —    | —     | Ab.   | Ab.   | 43.º | 3.º   | —     | —     | Ab.   | 105.º | 42.º  | —     | —    | —     | —    | —     |

—: no participa
Ab.: abandono

## Equipos
- Team Wiesenhof (2005)

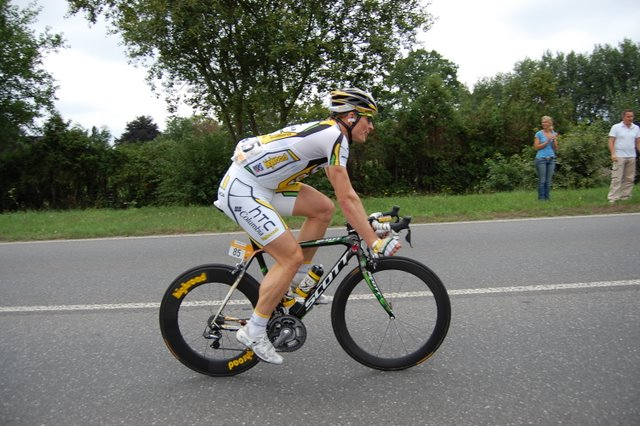
André Greipel, Vattenfall Cyclassics 2010.

- T-Mobile Team (2006-2007)
- High Road/Columbia/HTC (2008-2010)
  - Team High Road (2008) (hasta junio)
  - Team Columbia (2008)
  - Team Columbia-High Road (2009) (hasta junio)
  - Team Columbia-HTC (2009)
  - Team HTC-Columbia (2010)
- Omega Pharma/Lotto (2011-2018)
  - Omega Pharma-Lotto (2011)
  - Lotto Belisol Team (2012)
  - Lotto Belisol (2013-2014)
  - Lotto Soudal (2015-2018)
- Arkéa Samsic (2019)
- Israel Start-Up Nation[6] (2020-2021)